# Fulton (Arkansas)
Fulton è un comune degli Stati Uniti d'America, situato in Arkansas, nella contea di Hempstead.